# جزيرة بويل

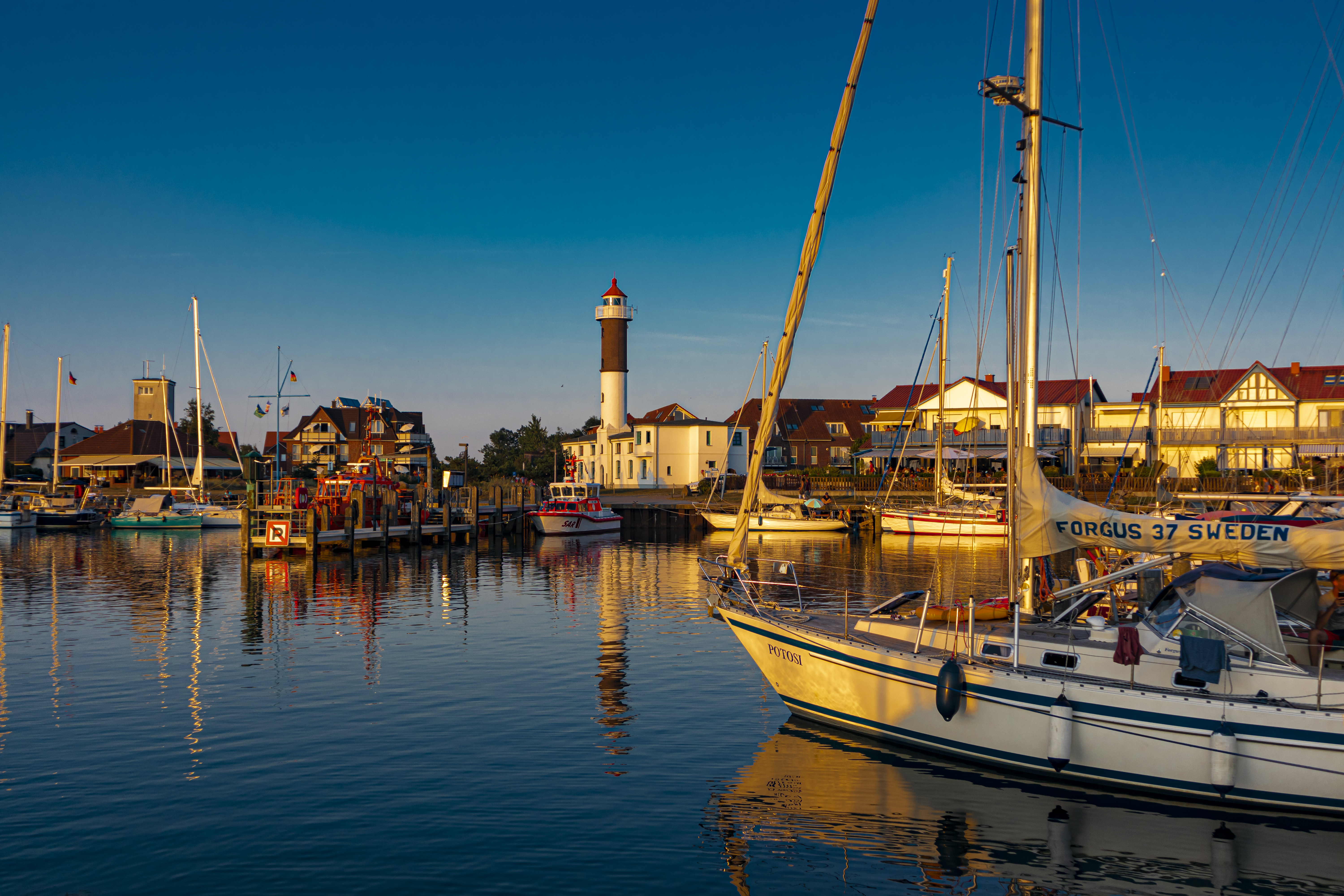

جزيرة بويل (النطق الألماني: [ˈpøːl]) أو جزيرة Poel (بالألمانية: Insel Poel) ، هي جزيرة في بحر البلطيق. تشكل الحدود الشمالية والشرقية الطبيعية لخليج ويسمار على الساحل الألماني. يقع الساحل الشمالي للجزيرة أيضًا على الجانب الجنوبي من الخليج الكبير المعروف باسم خليج مكلنبورغ ، الذي يدخل إليه خليج ويسمار. وهكذا تشكل Insel Poel على جانبها الشمالي خط العرض غير الرسمي للحدود الشمالية لخليج فيسمار.